# Стирчень
Стирчень (рум. Stîrceni) — село у Флорештському районі Молдови. Входить до складу комуни, адміністративним центром якої є село Вервереука.

## Населення
За даними перепису населення 2004 року у селі проживали 36 осіб, усі — молдавани.